# Azucre Sagarra
Azucre Sagarra es el nombre de una variedad cultivar de manzano (Malus domestica) Está cultivada en la colección del Banco de Germoplasma del manzano de la Universidad Pública de Navarra con el N.º BGM003, ejemplares procedentes de esquejes localizados en Garzáin localidad perteneciente al municipio de Baztán, Navarra.

## Sinónimos
- "Manzana Azucre Sagarra",[7]
- "Manzana de Azúcar",
- "Manzana Azucre",[8][9][10][11][12]

## Características
El manzano de la variedad 'Azucre Sagarra' tiene un vigor medio. El árbol tiene tamaño medio y porte semi-erecto, con tendencia a ramificar media, con hábitos de fructificación en ramos cortos y largos; ramos con pubescencia fuerte; presencia de lenticelas media; grosor de los ramos medio; longitud de los entrenudos corta.
Las flores son de un tamaño medio; con la disposición de los pétalos libres; color de la flor cerrada rosa oscuro, y el color de la flor abierta 
blanco rosado; longitud de estilo / estambres más lagos; punto de soldadura del estilo cerca de la base; Época de floración media, con una duración de la floración media. Incompatibilidad de alelos S? S?.
Las hojas tienen una longitud del limbo de tamaño medio, con color verde, pubescencia presente, con la superficie mate. Forma del limbo es ovalado, forma del ápice achatado, forma de los dientes ondulados, y la forma de la base del limbo redondeado. Plegamiento del limbo extendido, con porte horizontal; estípulas filiformes; longitud del pecíolo medio.
La variedad de manzana 'Azucre Sagarra' tiene un fruto de tamaño muy pequeño, de forma globoso aplastada; con color de fondo verde blanquecino, con sobre color de importancia ausente, y una sensibilidad al "russeting" (pardeamiento áspero superficial que presentan algunas variedades) débil; con una elevación del pedúnculo que sobresale poco, grosor de pedúnculo fino, longitud del pedúnculo medio, anchura de la cavidad peduncular es pequeña, profundidad cavidad pedúncular media, importancia del "russeting" en cavidad peduncular media; profundidad de la cavidad calicina es pequeña, anchura de la cavidad calicina es pequeña, importancia del "russeting" en cavidad calicina débil; apertura de los lóbulos carpelares están cerrados; apertura del ojo cerrado; color de la carne blanca; acidez fuerte, azúcar medio, y firmeza de la carne baja.
Época de maduración y recolección muy temprana. Se usa como manzana de sidra.

## Susceptibilidades
- Oidio: ataque fuerte
- Moteado: ataque débil
- Fuego bacteriano: ataque medio
- Carpocapsa: no presenta
- Pulgón verde: ataque medio
- Araña roja: ataque fuerte[4][15]